# Ernő Noskó
Ernő Noskó (Cserhátszentiván, 26 de maio de 1945) é um ex-futebolista húngaro, campeão olímpico. 

## Carreira
Ernő Noskó fez parte do elenco medalha de ouro, nos Jogos Olímpicos de 1968.

## Ligações Externas
- «Perfil de Ernő Noskó» (em inglês). em torneios FIFA